# Терско-Каламбетский
Терско-Каламбетский — хутор в Тбилисском районе Краснодарского края.
Входит в состав Марьинского сельского поселения.

## Население
| 2002 | 2010 |
| ---- | ---- |
| 331  | ↗355 |

## Улицы
На хуторе имеется одна улица — Прикубанская.